# Albert Vanbuel
Albert Vanbuel (5 de dezembro de 1940) é um missionário salesiano belga e ex-bispo de Kaga-Bandoro na República Centro-Africana. Formou-se no Don Bosco College de Hechtel e ingressou no noviciado salesiano em 1958. Emitiu os votos perpétuos em 1965 e foi ordenado sacerdote em 1967. Estudou Religiosos e Ciências Morais na Universidade Católica de Louvain, graduando-se em 1969, e, em seguida, obteve uma licenciatura em Teologia em 1971.
Depois de ocupar vários cargos na sua ordem na Bélgica, e trabalhar algum tempo como pároco e animador juvenil, tornou-se missionário na África Central em 1994. Em 16 de julho de 2005, o Papa Bento XVI o nomeou bispo de Kaga-Bandoro.
Em 9 de junho de 2011, como presidente da Comissão Episcopal de Justiça e Paz, dirigiu um apelo à comunidade internacional "para que forneça o apoio logístico e material necessário à luta contra a crescente insegurança no país".
Vanbuel ofereceu sua renúncia em 2015 e o Papa Francisco aceitou em 27 de setembro de 2015. Ele foi sucedido por Tadeusz Kusy OFM.